# IFAF CEI Interleague 2014
Navigation
2013
L'IFAF CEI Interleague 2014 est la 4e et dernière édition de l'IFAF CEI Interleague, compétition sportive européenne interclubs de football américain organisée par l'IFAF Europe. 
Cinq équipes s'opposent et les deux premiers du classement jouent la finale. Le premier match a lieu le 29 mars et la finale le 21 juillet. 
Les Serbes de Pančevo Panthers remportent le titre en battant 41 à 28 les Hongrois de Budapest Cowboys.

## Équipes participantes
| Pays      | Club                          | Ville      | Résultat en saison 2012                   |
| --------- | ----------------------------- | ---------- | ----------------------------------------- |
| Serbie    | Blue Dragons de Belgrade (it) | Belgrade   | 1/2 finaliste du championnat de Serbie    |
| Slovaquie | Monarchs de Bratislava (it)   | Bratislava | Tenant du titre IFAF CEI Interleague 2013 |
| Hongrie   | Cowboys de Budapest (it)      | Budapest   | Champion de MAFL                          |
| Hongrie   | Hurricanes de Budapest (it)   | Budapest   | Champion de Hongrie                       |
| Serbie    | Panthers de Pančevo (it)      | Pančevo    |                                           |

## Les matchs
| Date                       | Home                  | Score   | Away                |
| -------------------------- | --------------------- | ------- | ------------------- |
| Belgrade, le 29 mars 2014  | Belgrade Blue Dragons | 17 – 7  | Budapest Hurricanes |
| Budapest, le 12 avril 2014 | Budapest Hurricanes   | 28 – 35 | Bratislava Monarchs |
| Budapest, le 26 avril 2014 | Budapest Hurricanes   | 0 – 20  | Budapest Cowboys    |
| Budapest, le 18 mai 2014   | Budapest Cowboys      | 13 – 12 | Budapest Hurricanes |
| 31 mai 2014                | Budapest Hurricanes   | 55 – 28 | Pančevo Panthers    |
| Bratislava, le 8 juin 2014 | Bratislava Monarchs   | 36 – 32 | Budapest Hurricanes |

## Finale
| Date            | Vainqueur        | Score                           | Perdant          | Remarque          |
| --------------- | ---------------- | ------------------------------- | ---------------- | ----------------- |
| 21 juillet 2014 | Pančevo Panthers | 41 – 28 (19-7, 6-7, 0-0, 16-14) | Budapest Cowboys | 1.000 spectateurs |